# Assassinato de Vitor Medrado
Vitor Felisberto Medrado, conhecido como "Vitão" ou "Mineirinho", foi um ciclista, empresário e preparador físico brasileiro de 46 anos de idade, natural de Minas Gerais. Ele residia em São Paulo há cerca de dez anos, onde atuava como mentor esportivo, oferecendo assessoria a outros ciclistas e participando ativamente de competições e eventos relacionados ao ciclismo.

## Latrocínio
Na manhã de quinta-feira, 13 de fevereiro de 2025, por volta das 6h, Vitor foi abordado por dois assaltantes em uma motocicleta enquanto aguardava uma aluna em frente ao Parque do Povo, no bairro Itaim Bibi, Zona Oeste de São Paulo. Sem chance de reação, ele foi baleado no pescoço; os criminosos levaram seu celular. Um médico que também treinava no local prestou os primeiros socorros, realizando manobras de reanimação até a chegada dos paramédicos. Vitor foi levado ao Hospital das Clínicas, mas não resistiu aos ferimentos.

## Investigações e prisão
As investigações apontaram que o crime foi cometido por uma quadrilha especializada em roubos na região. No dia 18 de fevereiro de 2025, a Polícia Civil prendeu Suedna Barbosa Carneiro, conhecida como "Mainha do Crime", apontada como líder do grupo responsável pelo assassinato de Vitor. Suedna, de 41 anos, teria fornecido armas e coordenado as ações criminosas da quadrilha. Em sua residência, foram encontrados mais de 50 celulares e itens de luxo, possivelmente provenientes de roubos. As autoridades continuam em busca dos executores diretos do crime.
Em 19 de março de 2025, a Polícia Civil de São Paulo prendeu Jeferson de Souza Jesus, conhecido como Gordo da Paraisópolis, apontado como piloto da moto usada no assalto.
Em 16 de maio de 2025, o Ministério Público de São Paulo (MPSP) denunciou Jeferson Jesus e Erik Veríssimo, acusados de roubar e matar o ciclista Vitor Medrado, por latrocínio qualificado por motivo fútil. No mesmo dia, a Justiça de São Paulo aceitou a denúncia do MPSP e e tornou réus por latrocínio qualificado por motivo fútil, os dois acusados de roubar e matar o ciclista Vitor Medrado.

## Acusados
- Jeferson de Souza Jesus, de 28 anos, foi preso pelo Departamento Estadual de Investigações Criminais (Deic) na comunidade de Paraisópolis em 19 de março. Ele é conhecido como “gordo de Paraisópolis”. Segundo o secretário da Segurança Pública (SSP), Guilherme Derrite, Jeferson confessou que era o piloto da moto no dia do crime, quando ele estava acompanhado do comparsa Erick Benedito Verissimo, apontado como o autor do disparo.[7]
- Erick Benedito Verissimo, de 20 anos, foi preso após ter sido flagrado por equipe da Polícia Militar de São Paulo assaltando uma idosa no Brooklin, na Zona Sul da mesma cidade em 8 de março. Segundo a confissão de Jeferson, uma arma calibre .38, que foi de Erick, foi a mesma usada para matar o ciclista Medrado no Itaim Bibi.[7]
- Suedna Barbosa Carneiro, de 41 anos, conhecida como "mainha do crime", foi presa em Paraisópolis, na Zona Sul de São Paulo em 18 de fevereiro, um mês antes da prisão de dois assaltantes. Ela é apontada pela polícia como financiadora de dois assaltantes que cometem crimes no Itaim Bibi, na Zona Sul da mesma cidade e também de outros criminosos que praticam roubos semelhantes na cidade usando motocicletas. A polícia apreendeu documentos e armas na casa de Suedna Barbosa.[7][8]

## Repercussão
A morte de Vitor causou grande comoção entre familiares, amigos e na comunidade ciclística. Sua esposa, Jaquelini Santos, expressou profunda tristeza e destacou a preocupação de Vitor com a segurança nos arredores do Parque do Povo. Amigos e ativistas realizaram protestos pacíficos no local do crime, depositando flores e clamando por mais segurança para os ciclistas na cidade.